# Canton de Tournon-d'Agenais
Le canton de Tournon-d'Agenais est une ancienne division administrative française située dans le département de Lot-et-Garonne, en région Aquitaine.

## Géographie
Ce canton était organisé autour de Tournon-d'Agenais dans l'arrondissement de Villeneuve-sur-Lot. Son altitude variait de 55 m (Saint-Georges) à 272 m (Courbiac) pour une altitude moyenne de 137 m.

## Communes
Le canton de Tournon-d'Agenais comprenait dix communes.
| Nom               | Code Insee | Intercommunalité       | Superficie (km2) | Population (dernière pop. légale) | Densité (hab./km2) |
| ----------------- | ---------- | ---------------------- | ---------------- | --------------------------------- | ------------------ |
| Anthé             | 47011      | CC Fumel Vallée du Lot | 13,93            | 202 (2014)                        | 15                 |
| Bourlens          | 47036      | CC Fumel Vallée du Lot | 15,44            | 365 (2014)                        | 24                 |
| Cazideroque       | 47064      | CC Fumel Vallée du Lot | 11,94            | 231 (2014)                        | 19                 |
| Courbiac          | 47072      | CC Fumel Vallée du Lot | 9,05             | 127 (2014)                        | 14                 |
| Masquières        | 47160      | CC Fumel Vallée du Lot | 12,31            | 185 (2014)                        | 15                 |
| Montayral         | 47185      | CC Fumel Vallée du Lot | 24,54            | 2 776 (2014)                      | 113                |
| Saint-Georges     | 47328      | CC Fumel Vallée du Lot | 15,96            | 554 (2014)                        | 35                 |
| Saint-Vite        | 47283      | CC Fumel Vallée du Lot | 5,47             | 1 190 (2014)                      | 218                |
| Thézac            | 47307      | CC Fumel Vallée du Lot | 11,21            | 184 (2014)                        | 16                 |
| Tournon-d'Agenais | 47312      | CC Fumel Vallée du Lot | 21,26            | 692 (2014)                        | 33                 |

## Démographie
| 1962  | 1968  | 1975  | 1982  | 1990  | 1999  | 2006  | 2011  | 2012  |
| ----- | ----- | ----- | ----- | ----- | ----- | ----- | ----- | ----- |
| 5 107 | 6 129 | 7 035 | 7 320 | 7 126 | 6 705 | 6 779 | 6 594 | 6 559 |

## Représentation

### Conseillers généraux de 1833 à 2015
| Période | Période      | Identité                               | Étiquette          | Qualité                                                                           |
| ------- | ------------ | -------------------------------------- | ------------------ | --------------------------------------------------------------------------------- |
| 1833    | 1867         | François Adolphe Nicolas de Lisleferme |                    | Maire de Tournon-d'Agenais (1832-1848, 1849-1856, 1860-1870 et 1871)              |
| 1867    | 1871         | Antoine Antenet                        |                    | Ancien notaire à Saint-Vite                                                       |
| 1871    | 1874         | Alphonse Carrère                       |                    | Maire de Tournon-d'Agenais (1871-1881)                                            |
| 1874    | 1877 (décès) | Henry Southard                         | Monarchiste        | Propriétaire du château du Boscla à Saint-Vite                                    |
| 1877    | 1896 (décès) | Pierre-Raoul Roux                      | Républicain        | Docteur en médecine Maire de Tournon-d'Agenais (1881-1896)                        |
| 1896    | 1919         | Jean Caumont                           | Républicain        | Maire de Montayral (1890-1912), conseiller d'arrondissement                       |
| 1919    | 1922         | Marc Caumont                           | Républicain        | Maire de Montayral (1912-1953)                                                    |
| 1922    | 1940         | Dr Henri Toussaint                     | Rad.               | Médecin - Maire de Tournon-d'Agenais (1923-1959)                                  |
|         |              |                                        |                    |                                                                                   |
| 1945    | 1964         | Dr Henri Toussaint                     | Rad.               | Maire de Tournon-d'Agenais Président du Conseil général (1949-1959)               |
| 1964    | 1988         | Pierre Morel (1926-2001)               | Centriste puis UDF | Médecin Maire de Tournon-d'Agenais (1959-1995)                                    |
| 1988    | 1990 (décès) | Jean-Jacques Laffore (1943-1990)       | PS                 | Maire de Montayral (1983-1990)                                                    |
| 1990    | 2001         | Jacques Faux                           | PS                 | Professeur de lycée Maire-adjoint de Montayral (1989-2014)                        |
| 2001    | 2008         | Jean-Pierre Lacam                      | DVD                | Agriculteur retraité Maire de Tournon-d'Agenais (1995-2014)                       |
| 2008    | 2015         | Daniel Borie                           | PS                 | Technicien Maire de Saint-Vite depuis 2001 Élu en 2015 dans le canton du Fumélois |

### Conseillers d'arrondissement (de 1833 à 1940)
| Période                                  | Période          | Identité                      | Étiquette   | Qualité |
| ---------------------------------------- | ---------------- | ----------------------------- | ----------- | --- |
| 1833                                     | 1848             | M. Vaze                       |             | Propriétaire à Tournon                                                                                      |
|                                          |                  |                               |             | |
| 1883                                     | 1896 (démission) | Jean Caumont                  | Républicain | Propriétaire du château de Ladhuie, maire de Montayral à partir de 1890                                     |
|                                          |                  |                               |             | |
| 1901                                     |                  | Pierre Gabriel Joseph Davezac | Républicain | Négociant, maire de Tournon-d'Agenais (1902-1922)                                                           |
|                                          | 1940             | M. Cassand                    | Radical     | Président du Conseil d'arrondissement                                                                       |
| 1940                                     |                  |                               |             | Les conseils d'arrondissement ont été suspendus par la loi du 12 octobre 1940 et n'ont jamais été réactivés |
| Les données manquantes sont à compléter. |                  |                               |             | |